# Palácio Legislativo de San Lázaro

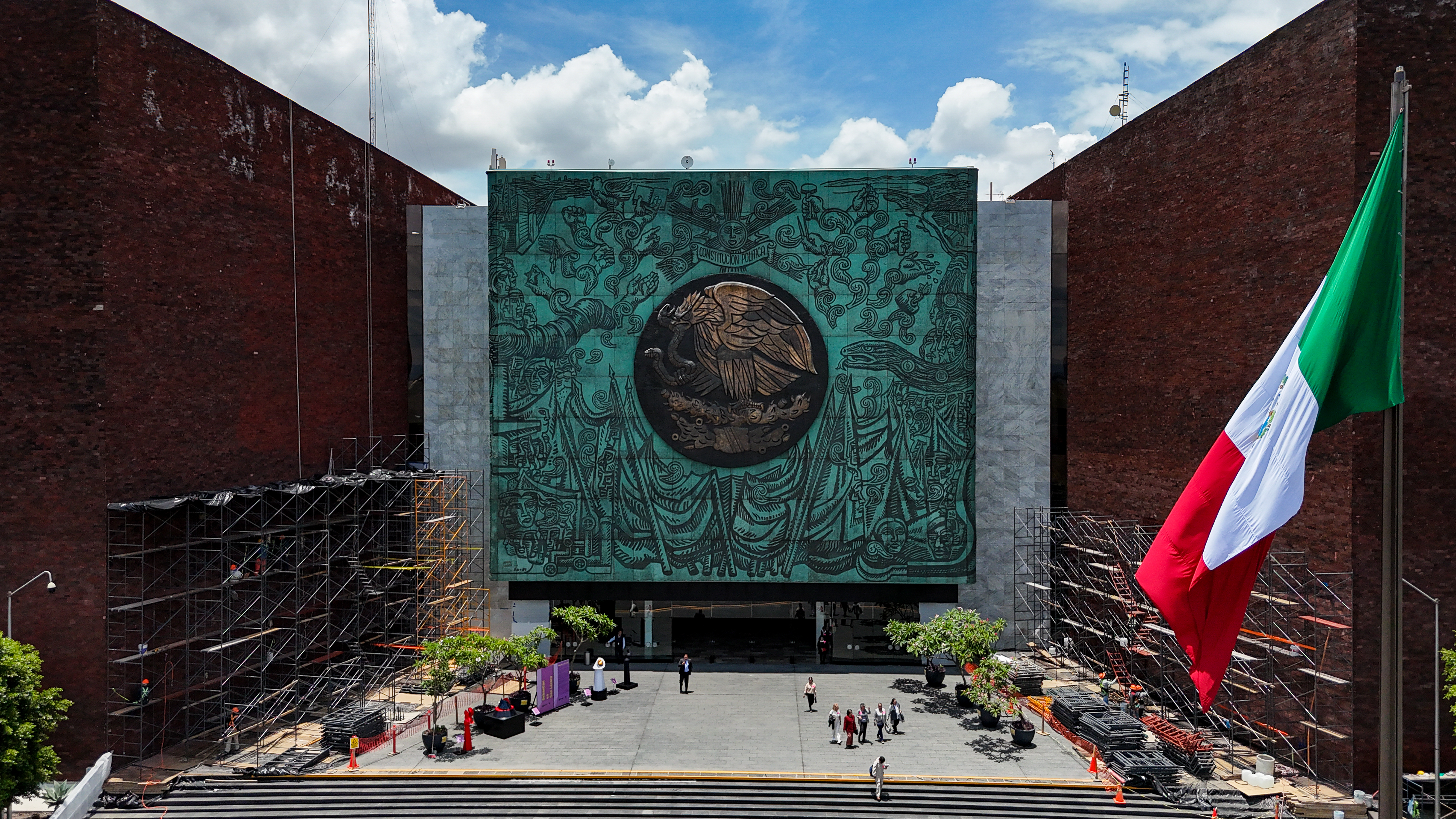
Fachada principal do Palácio de San Lázaro.

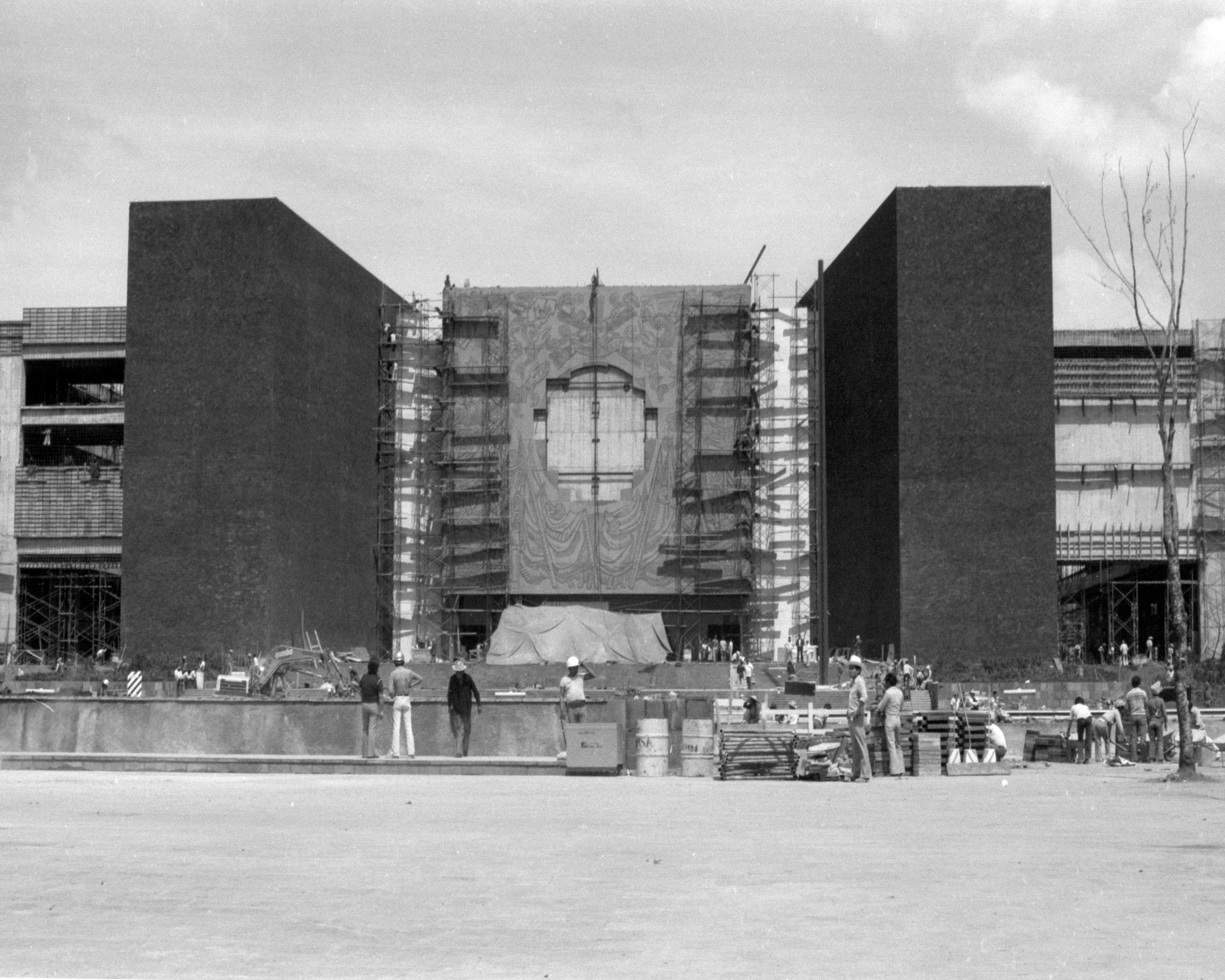
Construção do palácio, 1981.

O Palácio Legislativo de San Lázaro é a sede da Câmara de Deputados do México, reunindo também o plenário do Senado da República quando realizam-se sessões conjuntas de ambas as câmaras. 
O Palácio está situado na região central da Cidade do México, Distrito Federal. Foi projetado pelo arquiteto Pedro Ramírez Vázquez e inaugurado em 1981, sobre o local de uma extinta estação ferroviária denominada San Lázaro, de onde provém seu nome. 

## Arquitetura
O prédio projetado por Pedro Ramírez Vázquez ocupa uma quadra inteira da região central da cidade, sendo superado apenas pelo Palácio Nacional. O imponente estilo moderno é mesclado com referências à simbologia e cultura do povo mexicano.

### Fachada

O Brasão de armas mexicano, representado na fachada do Palácio.

O grande destaque é a fachada principal, localizada na Avenida Congreso de la Unión. A fachada é formada por três paredões, formando uma "corte de honra". As duas paredes laterais são decoradas em tezontle vermelha, uma rocha vulcânica típica do norte mexicano, e a parede central (que comporta a entrada) é pintada em branco. Sobre esta última encontra-se um imponente mural de bronze na cor verde, onde estão gravados vários símbolos da cultura asteca e o Brasão de armas mexicano. A fachada forma, assim, as cores da bandeira nacional.

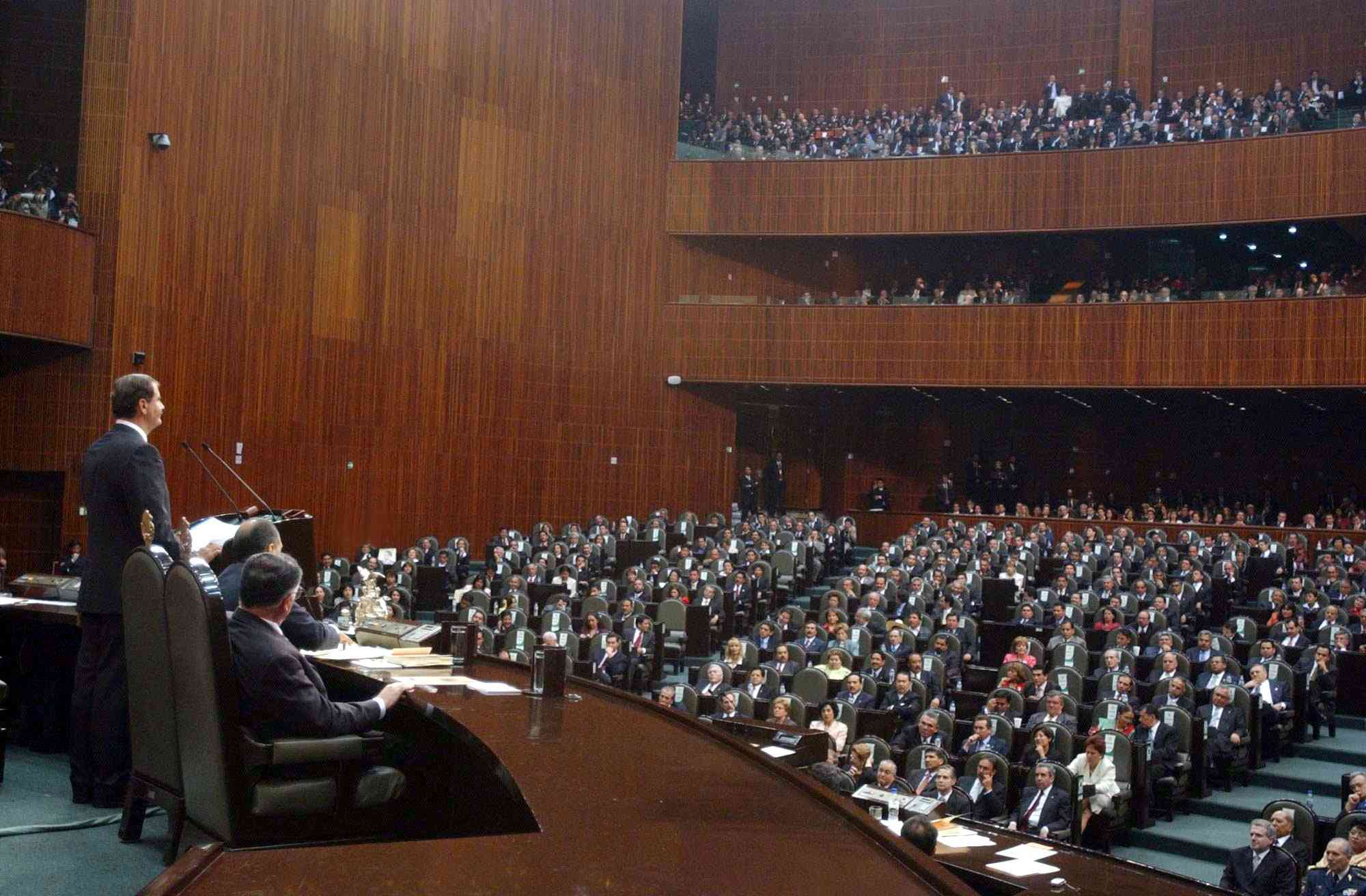
O então presidente Vicente Fox discursa ao Congresso da União, 2004.